# Szikes tó

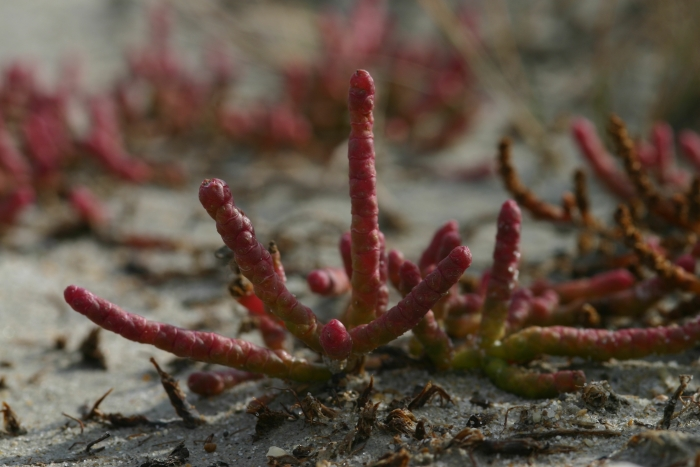
Sziksófű kiszáradó mederben

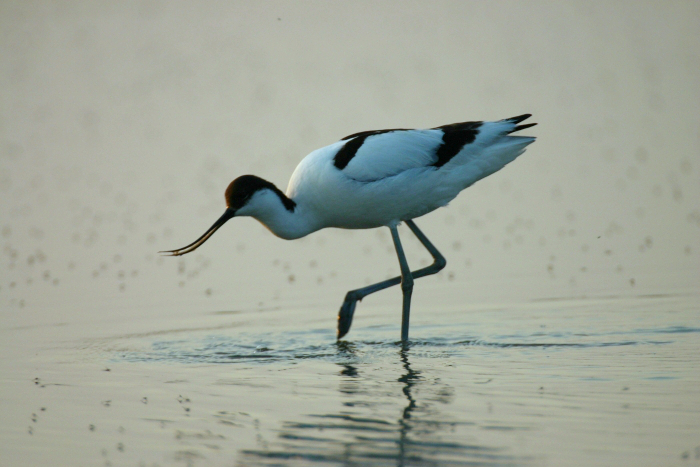
Gulipán a szikes tavak jellegzetes fészkelője

A szikes tó olyan természetes vagy természetközeli vizes élőhely, amelynek medrét tartósan vagy időszakosan legalább 600 mg/liter nátrium kation dominanciájú oldott ásványi anyag tartalmú felszíni víz borítja, illetve a területén sziki életközösségek találhatók. Magyarországon ex lege védettek.
A Kárpát-medence szikes tavaira – a világ egyéb sós vizeihez képest – az alacsonyabb sótartalom, ugyanakkor az erős lúgosság jellemző. Ez indokolja, hogy a szárazföldi sós vizeken belül el kell különíteni a szikes vizek fogalmát.
A tipikus alföldi szikes tavak a talajvízeredetű, magas oldott sótartalom miatt jelentősen különböznek a hazai „édes” állóvizektől. A szikes vizek elsősorban nátrium és hidrokarbonát-ionokban gazdagok, de a kémiai komponensek a környezeti tényezők következtében nagyfokú egyedi és szezonális változatosságot mutatnak. A sókoncentráció átlagosan 0,5 és 7,5
gramm/liter értékek között ingadozik, de egyes tavakban a nyári bepárlódás során akár 70 gramm/liter is lehet. A szikes vizek szervetlen kémiai összetételét a nátrium-, kalcium-, magnézium-, hidrokarbonát- és karbonátionok túlsúlya jellemzi, esetenként a klór, illetve a szulfát is jelentős lehet (általában nagyfokú az egyedi és szezonális változatosság).
A szikes vizek további típusa a sziksós vizek csoportja, ahol a víz szervetlen kémiai jellegére a nátrium-, a karbonát- és a hidrokarbonát- ionok kiugró mennyisége jellemző. Ezekben a vizekben különösen erős lúgosság tapasztalható, ami a nátriumkarbonát kémiai tulajdonságainak következménye.
A szikes vizek két fő típusát különböztetik meg a víz színe alapján. Vannak a sziksós vizek közé tartozó, úgynevezett fehér szikes vizek, ahol az aljzaton szürkésfehér karbonát-mésziszap halmozódik fel. Ezek medrének kiszáradásakor a meder felületén
„kivirágzik” a sziksó, azaz a szóda. (A kiszáradt tófenékről összesöpört szódát régen háztartási mosószerként használták.) Megfelelő körülmények között, ha a talajvíz kalciumtartalma magas, az aljzaton tavi mészkő is képződhet. Bár tavi mészkő a Duna–Tisza közi homokbuckák mélyebb szélbarázdáiban sokfelé fellelhető, ez a képződmény világszerte ritkaságnak számít. A fehér vizekben rendszerint csak gyér vízi növényzet telepszik meg.
A másik típust az úgynevezett fekete szikes vizek jelentik, amelyek a fehér vizű tavak feltöltődésével, „feliszapolódásával”
jönnek létre, ha a biológiai produkció következtében szerves üledék jelenik meg a szikes aljzaton. Ez az állapot tulajdonképpen
átmenet az édesvízi mocsarak kialakulása felé. A „fekete tavak” fenékig átlátszó vizének sárgásbarna színét a lebegő, a lúgos
kémhatásra feloldódott szerves anyagok okozzák. A fekete szikes vízterek már nem nyílt vízfelületek, ugyanis ezekben rendszerint gazdag vízi- és mocsári növényzet jelenik meg. A növényzet fokozatos előretörése során a fehér és fekete vizek egyazon tómederben egyidejűleg is előfordulhatnak.